# Victory Road (2019)
Victory Road (2019) – gala wrestlingu, zorganizowana przez amerykańską federację Impact Wrestling we współpracy z World Class Revolution, która była transmitowana za pomocą platformy Impact Plus. Odbyła się 14 września 2019 w Stride Bank Center w Enid. Była to jedenasta gala z cyklu Victory Road.
Karta walk składała się z dziewięciu pojedynków, w tym dwóch o tytuły mistrzowskie, a samo wydarzenie poprzedziły dwa Preshow matche. W walce wieczoru Michael Elgin pokonał TJP. W innych pojedynkach Taya Valkyrie obroniła Impact Knockouts Championship po zwycięstwie nad Rosemary, a MVP zdobył WCR Heavyweight Championship, wygrywając z Chavo Guerrero Jr.

## Wyniki walk
Zestawienie zostało oparte na źródłach:
| Nr                                                                   | Wyniki                                                                            | Stypulacje                                    | Czas  |
| -------------------------------------------------------------------- | --------------------------------------------------------------------------------- | --------------------------------------------- | ----- |
| 1P                                                                   | Prince Mahali (c) pokonał Tego                                                    | Singles match o WCR Championship              | 3:58  |
| 2P                                                                   | Flex Zerba pokonał Damona Windsora                                                | Singles match                                 | 3:55  |
| 3                                                                    | The North (Ethan Page i Josh Alexander) pokonali Fuego Del Sola i Retro Randy’ego | Tag Team match                                | 13:40 |
| 4                                                                    | Kiera Hogan pokonała Desi Deratę                                                  | Singles match                                 | 8:40  |
| 5                                                                    | Sami Callihan pokonał Hawka                                                       | Singles match                                 | 9:00  |
| 6                                                                    | MVP pokonał Chavo Guerrero Jr. (c)                                                | Singles match o WCR Heavyweight Championship  | 14:00 |
| 7                                                                    | Taya Valkyrie (c) pokonała Rosemary                                               | Singles match o Impact Knockouts Championship | 8:10  |
| 8                                                                    | Moose pokonał Stephana Bonnara                                                    | Singles match                                 | 10:15 |
| 9                                                                    | Eddie Edwards pokonał Rohita Raju (z Mahabali Sherą) przez dyskwalifikację        | Singles match                                 | 3:25  |
| 10                                                                   | Brian Cage i Eddie Edwards pokonali Mahabali Sherę i Rohita Raju                  | Tag Team match                                | 5:25  |
| 11                                                                   | Michael Elgin pokonał TJP                                                         | Singles match                                 | 17:00 |
| (c) – mistrz/mistrzyni przed walkąP – walka miała miejsce w pre-show |                                                                                   |                                               |       |